# Андреево-Базары
Андре́ево-База́ры (чув. Энтри Пасар) — деревня в Козловском районе Чувашской Республики России. Административный центр Андреево-Базарского сельского поселения.

## География
Деревня находится в северо-восточной части Чувашии, в пределах Чувашского плато, в зоне хвойно-широколиственных лесов, у реки Шутнер, при федеральной автодороге «Волга» (часть Европейского маршрута E22).

### Уличная сеть
Центральная, Овражная, Лесная, Береговая, Молодёжная.

### Климат
Климат характеризуется как умеренно континентальный, с продолжительной морозной зимой и тёплым летом. Среднегодовая температура воздуха — 2,9 °С. Средняя температура воздуха самого тёплого месяца (июля) — 18,6 °C (абсолютный максимум — 38 °C); самого холодного (января) — −13 °C (абсолютный минимум — −44 °C). Безморозный период длится около 148 дней. Среднегодовое количество осадков составляет около 513 мм, из которых 359 мм выпадает в тёплый период. Снежный покров образуется в середине ноября и держится в течение пяти месяцев.

## История
Была легенда о том, что купец Андрей обосновал здесь базар. После этого тут начали появляться жители.

## Население
| 2010 | 2012 |
| ---- | ---- |
| 422  | ↗463 |

## Известные уроженцы, жители
- Егоров В. Г. (1880—1974) — чувашский филолог, тюрколог, доктор филологических наук (1951), профессор.

## Инфраструктура
В деревне есть Андреево-Базарский сельский дом культуры, школа, медпункт, магазины, несколько кафе с гостиницами и шиномонтаж. В настоящее время селение в основном газифицировано.

### Связь и средства массовой информации
- Связь: ОАО «Волгателеком»,Би Лайн,МТС,Мегафон. Развит интернет ADSL технологии.
- Телевидение: Население использует эфирное и спутниковое телевидение. Эфирное телевидение позволяет принимать национальный канал на чувашском и русском языках.
- Радио: Радио Чувашии, Национальное радио Чувашии

## Транспорт
Деревня доступна автотранспортом. Остановка общественного транспорта «Андреево-Базары».